# TTS NMF
Die TTS NMF GmbH, bis 2012 Neuenfelder Maschinenfabrik GmbH (NMF) ist ein deutsches Unternehmen für Schiffskrane. Das Tochterunternehmen der TTS hat seinen Sitz neben der Sietas-Werft in Hamburg-Neuenfelde.

## Geschichte
Die Neuenfelder Maschinenfabrik wurde 1970 von Sietas als eigenständiges Unternehmen aus der Werft heraus gegründet. Seitdem entwickelt und produziert es Schiffskrane sowie hydraulische Anlagen. Als Komplettanbieter reicht das Tätigkeitsfeld des Unternehmens von der Projektierung über Konstruktion und Fertigung bis zum Service. Neben der Produktion im Werk in Neuenfelde werden seit 2004 auch in China Krane, hauptsächlich für den asiatischen Markt, aber auch für den europäischen, produziert. Im Zuge der Insolvenz der J. J. Sietas-Werft wurde NMF 2012 von TTS übernommen. 2019 wurde wiederum TTS mitsamt NMF von der Cargotec-Tochter MacGregor übernommen.

## Krane
Konstruktives Merkmal der Krane von NMF ist ein spritzwassergeschütztes geschlossenes Krangehäuse in Stahl-Schweißkonstruktion, in dem alle wichtigen Aggregate untergebracht werden. Viele Krane bieten den sogenannten 2-Strang-Betrieb am Haken bei jedem Ladevorgang. Damit entfällt der Wechsel der Scherung. Durch meist zwei Pumpeneinheiten und der Ausrüstung mit einem Hilfshub ist eine gewisse Ausfallsicherheit gewährleistet.
Der leistungsfähigste Schiffskran ist der Typ DK SL Heavy Lift mit einer Tragfähigkeit von bis 1000 t. Diese sind gleichzeitig die stärksten Schiffsturmdrehkrane der Welt, nur Huisman Equipment aus den Niederlanden fertigt leistungsfähigere Schiffskrane, die jedoch auf einem anderen Konzept beruhen.